# Регионы Франции
Регион (фр. région) — административно-территориальная единица верхнего уровня во Франции. Регион представляет собой определённую территорию, обладающую собственной культурной или социальной идентичностью. С 1 января 2016 года, когда вступила в силу территориальная реформа, страна разбита на 18 регионов, 13 из которых находятся в метрополии, 5 — на заморских территориях. До реформы Франция насчитывала 27 регионов (22 в метрополии и 5 на заморских территориях). В свою очередь, регионы делятся на департаменты.

## Роль
Франция является унитарным государством; регионы не могут утверждать собственные законодательные и регулирующие нормы. Регионы получают от правительства долю национальных налогов и обладают значительным бюджетом, который расходуют на различные нужды.
Время от времени ставится вопрос о предоставлении регионам некоторой законодательной автономии, но эти предложения всегда подвергаются жёсткой критике. Также предлагалось упразднить советы департаментов (Генеральные советы) и передать их функции региональным советам, сохранив департаменты в качестве административной единицы более низкого уровня, однако конкретных шагов предпринято не было.

## История

Французские провинции в 1789 году

### Бывшие провинции королевства
До Французской революции 1789 года королевство Франции подразделялось на провинции — наследие феодальной истории. Размер некоторых провинций более или менее соответствует современным регионам. В 1789 году провинции были упразднены, а французская территория была разделена на 83 департамента. С начала XIX века во Франции существовало движение, требовавшее создания более крупных административно-территориальных единиц и призывавшее к децентрализации власти и признанию региональной идентичности.
На самом деле, после Французской революции народ всего лишь заменил короля в качестве источника власти, а французское государство сохранило централизованную структуру, о чём писал, в частности, Алексис Токвиль в своем знаменитом труде «Старый порядок и революция» (фр. L'Ancien Régime et la Révolution) 1851 года.

### Создание института департамента
Именно департамент, а не регион, стал тем уровнем, на котором претворялась в жизнь публичная политика. Институт департамента был создан законами 15 января и 16 февраля 1790 года, а границы между департаментами были определены под влиянием Оноре Габриеля Рикетти де Мирабо. Были приняты во внимание местные особенности, но не региональная идентичность, из опасения вернуть к жизни провинции старого режима.
Региональные притязания возродились лишь к концу XIX века в произведениях Фредерика Мистраля и других представителей движения фелибров, превозносивших языковую и культурную идентичность провансальской литературы. К этому направлению примкнули различные контрреволюционные течения, недовольные передачей власти Парламенту и, тем более, народу. Эти отношения создали благоприятную почву для защиты региональной идентичности в рамках движения роялистов «Французское действие» Шарля Морра́.

### Возникновение современных регионов

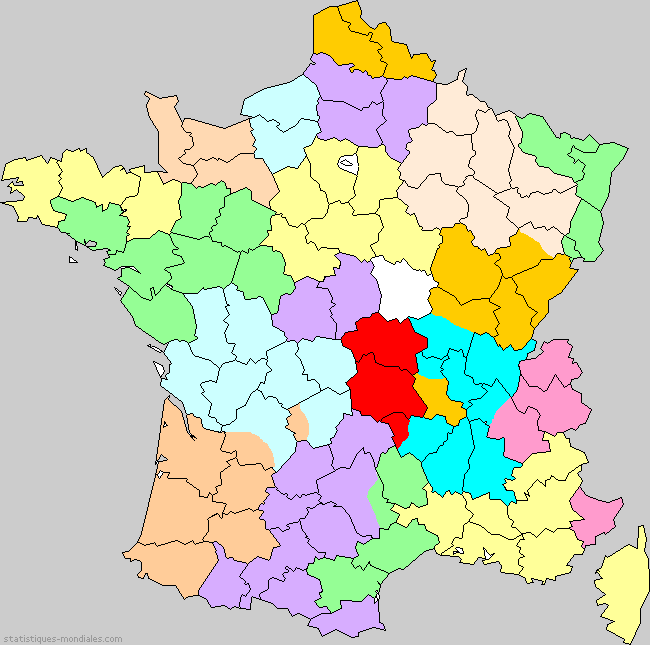
Регионы Клемантеля

Вслед за циркуляром министерства торговли 25 августа 1917 года, написанным в духе регионалистских теорий, 5 апреля 1919 было выпущено министерское постановление об образовании региональных экономических объединений, называемых также «регионами Клемантеля» по фамилии министра торговли Этьена Клемантеля (фр. Étienne Clémentel). Первым был создан восточный регион с центром в Нанси, который включал в себя Лотарингию и Шампань-Арденны, поскольку Эльзас в то время был аннексирован Германией. Эти экономические регионы объединяли торговые палаты метрополии, которые имели возможность свободного выбора того или иного региона. Поначалу предполагалось создать 17 регионов, но затем их число увеличилось до 21. Регионы управлялись региональными комитетами, в которые входили по два представителя торговых палат, а также префекты и супрефекты с правом совещательного голоса.
По этой же модели в сентябре 1919 года федерации инициативных объединений (фр. Syndicat d'initiative) образовали 19 туристических регионов, границы которых определялись исходя из географической, этнографической, исторической и туристической логики и не всегда совпадали с границами департаментов.
Региональное движение ещё в 1915 году поддерживалось многочисленными законопроектами. В начале 1920-х годов была предложена административная децентрализация с образованием регионов и выборами в региональные парламенты, однако этот проект не увенчался успехом. С начала Первой мировой войны развитие транспорта, изменение сети городских поселений и усиление регионалистских идей приводило к обсуждению возможностей для создания более крупных, чем департаменты, административно-территориальных единиц.

### Регионы при режиме Виши

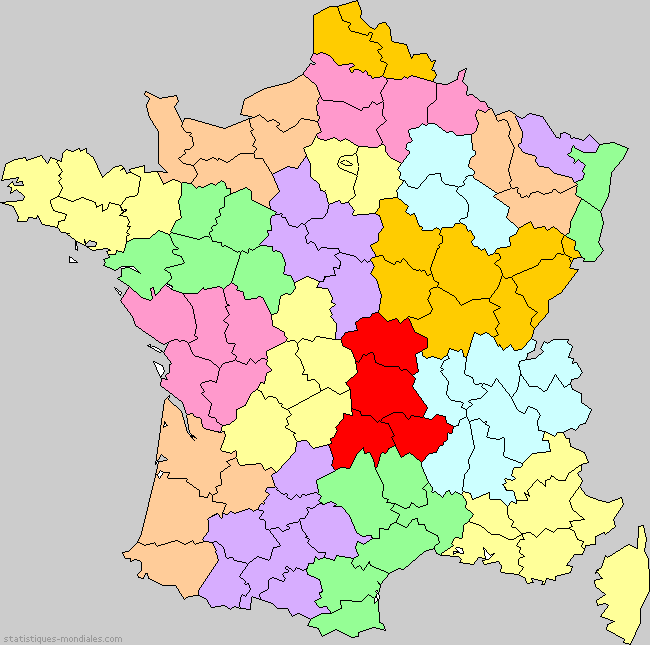
Префектуры вишистской Франции

Дальнейшее развитие ситуация получила лишь при режиме Виши. 30 июня 1941 года маршал Петен подписал указ об образовании региональной структуры власти, присвоив некоторым префектам полномочия по руководству регионами, созданными законом от 19 апреля 1941 года на основе бывших французских провинций. Эта новая организация не пережила падения режима и была отменена в 1945 году.
Генерал де Голль выпустил постановление от 10 января 1944 года, в котором учредил административные регионы, которыми должны были управлять комиссары республики (фр. commissaire de la République). Однако эти регионы были расформированы после отставки де Голля в 1946 году.

### Четвёртая республика
Обустройство территории при Четвёртой республике привело к переосмыслению регионов. Декрет от 30 июня 1955 года вводит так называемые «программы региональных мероприятий» (фр. programmes d'action régionale) с целью поощрения экономического и социального развития регионов. В министерском постановлении от 28 ноября 1956 года определяются так называемые «округа региональных мероприятий» (фр. circonscriptions d'action régionale), которых поначалу было 24, из них 22 в метрополии, поскольку Корсика входила в регион «Прованс и Корсика», а регионы Альп и Роны были разделены. Хотя регионы были созданы по техническим соображениям, они во многом совпадали с бывшими королевскими провинциями.
Декрет от 2 июня 1960 года вносит некоторые изменения в границы регионов: регионы Альп и Роны объединены, Нижние Пиренеи отходят Аквитании, а Восточные Пиренеи — региону Лангедок. Отныне эти территории не просто являются местом действия экономических программ, а оказывают влияние на географическую структуру государственных учреждений, которая принимает во внимание границы между регионами. Декрет от 14 марта 1964 года устанавливает для каждого региона должность префекта.

### Референдум 1969 года

Объединение департаментов в регионы, предложенное в 1969

В 1969 году французы говорят «нет» на референдуме, который в частности предполагал расширение роли регионов. В результате Шарль де Голль уходит в отставку с должности президента. Возможно, поэтому созданные законом от 5 июля 1972 года региональные советы получают так мало власти. Тем не менее, округа региональных мероприятий становятся полноценными государственными единицами и официально называются регионами после принятия закона о децентрализации 1982 года.
Закон от 2 марта 1982 года устанавливает, что выборы региональных советников осуществляются прямым всеобщим голосованием сроком на 6 лет с возможностью многократного избрания. Первые выборы состоялись 16 марта 1986 года. Регионы стали полноценными административно-территориальными единицами наряду с департаментами и коммунами.

## Территориальная реформа 2014 года
В марте 2004 года французское правительство представило неоднозначный план по передаче регионам управления некоторыми категориями персонала, не связанного с образовательными учреждениями. Критики этого плана указывают на то, что регионы не обладают достаточными для этого финансовыми ресурсами и подобные меры усилят региональное неравенство.
Региональное деление, появившееся в результате административного обустройства территории в 1950-х годах и более ранних проектов, являлось предметом противоречий. Например, в департаменте Луара Атлантическая общественное мнение до сих пор поддерживает идею о переходе в регион Бретань. Часто оспаривалось разделение Нормандии на Верхнюю и Нижнюю. Существовали и существуют также некоторые другие этнографические и культурные неточности, возникшие при определении региональных границ.
2 июня 2014 года президент Франции Франсуа Олланд представил проект реформирования регионального деления Франции, включающего в себя слияние части регионов и сокращение их общего числа с 22 до 13 (без учёта заморских владений). Задачей реформы называется сокращение расходов и экономия 10 миллиардов евро в течение 5—10 лет.
17 декабря 2014 года Парламент Франции (Национальное собрание Франции и Сенат) принял закон (опубликован 16 января 2015 г.), который сократил количество регионов Франции с 22 до 13. Новое территориальное деление вступило в силу с 1 января 2016 года.
Соединены следующие регионы:
|                   | Старые регионы     | Новые регионы           |
|                   | Бургундия          | Бургундия — Франш-Конте |
| Франш-Конте       |                    | Бургундия — Франш-Конте |
|                   | Аквитания          | Новая Аквитания         |
| Лимузен           |                    | Новая Аквитания         |
| Пуату — Шаранта   |                    | Новая Аквитания         |
|                   | Нижняя Нормандия   | Нормандия               |
| Верхняя Нормандия |                    | Нормандия               |
|                   | Эльзас             | Гранд-Эст               |
| Шампань — Арденны |                    | Гранд-Эст               |
| Лотарингия        |                    | Гранд-Эст               |
|                   | Лангедок-Руссильон | Окситания               |
| Юг-Пиренеи        |                    | Окситания               |
|                   | Нор — Па-де-Кале   | О-де-Франс              |
| Пикардия          |                    | О-де-Франс              |
|                   | Овернь             | Овернь — Рона — Альпы   |
| Рона — Альпы      |                    | Овернь — Рона — Альпы   |

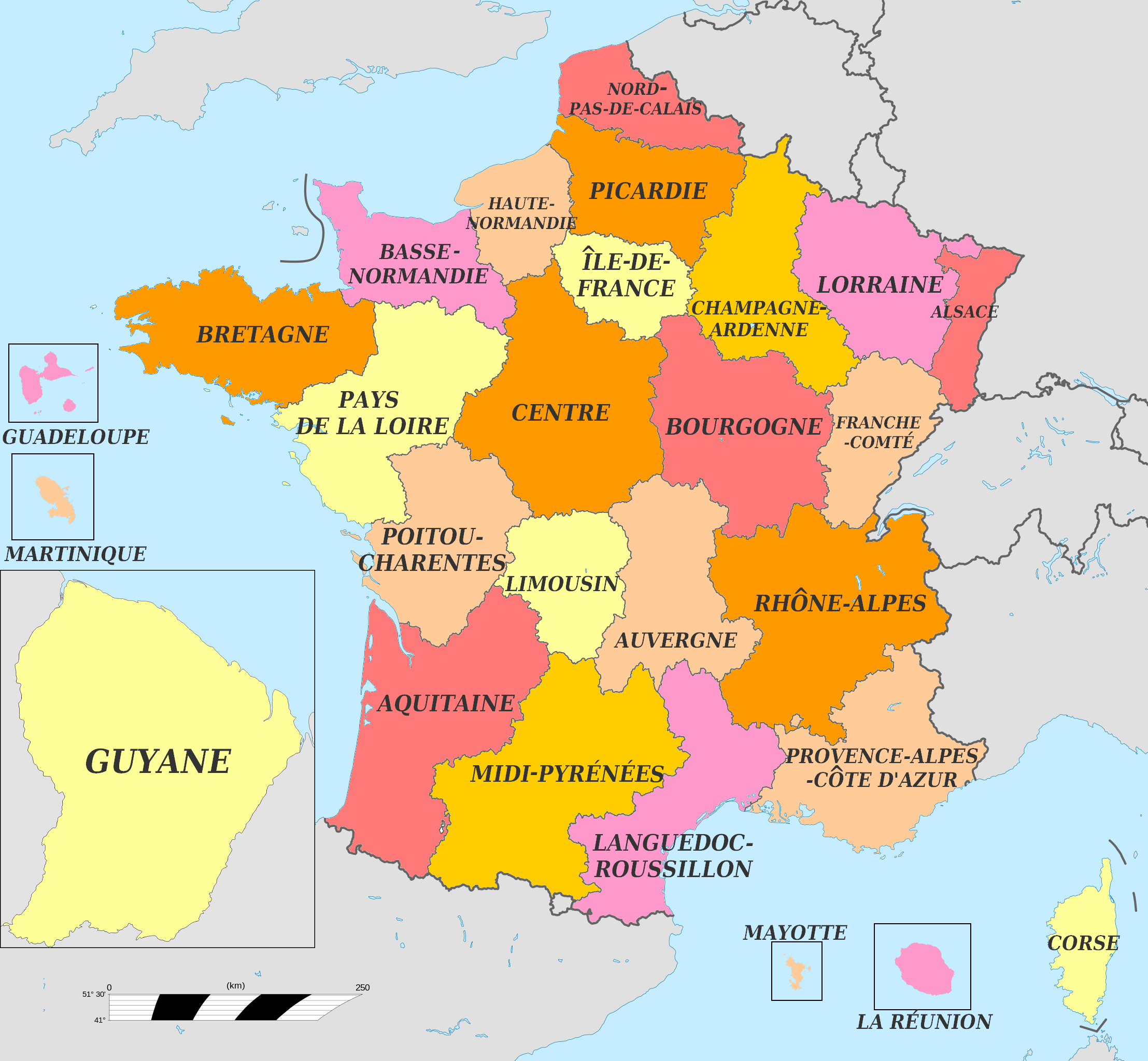
Карта регионов до реформы

Карта регионов после реформы

Регионы, которые остались без изменений:
|  | Бретань                          |
|  | Центр — Долина Луары             |
|  | Корсика                          |
|  | Иль-де-Франс                     |
|  | Пеи-де-ла-Луар                   |
|  | Прованс — Альпы — Лазурный Берег |

## Список регионов
| №  | Наименование                     | Код INSEE | Код ISO 3166-2 | Столица      | Население (2023) | Площадь (км²) | Плотность (чел./км²) | Карта                     |
| -- | -------------------------------- | --------- | -------------- | ------------ | ---------------- | ------------- | -------------------- | ------------------------- |
| 1  | Бретань                          | 53        | FR-BRE         | Рен          | 3 429 882        | 27 208        | 126.06               |                           |
| 2  | Бургундия — Франш-Конте          | 27        | FR-BFC         | Дижон        | 2 786 296        | 47 784        | 58.31                |                           |
| 3  | Гранд-Эст                        | 44        | FR-GES         | Страсбург    | 5 562 262        | 57 441        | 96.83                |                           |
| 4  | Иль-де-Франс                     | 11        | FR-IDF         | Париж        | 12 358 932       | 12 011        | 1028.97              |                           |
| 5  | Корсика                          | 94        | FR-COR         | Аяччо        | 351 255          | 8680          | 40.47                |                           |
| 6  | Новая Аквитания                  | 75        | FR-NAQ         | Бордо        | 6 110 365        | 84 036        | 72.71                |                           |
| 7  | Нормандия                        | 28        | FR-NOR         | Руан         | 3 317 023        | 29 907        | 110.91               |                           |
| 8  | О-де-Франс                       | 32        | FR-HDF         | Лилль        | 5 980 697        | 31 806        | 188.04               |                           |
| 9  | Овернь — Рона — Альпы            | 84        | FR-ARA         | Лион         | 8 197 325        | 69 711        | 117.59               |                           |
| 10 | Окситания                        | 76        | FR-OCC         | Тулуза       | 6 101 005        | 72 724        | 83.89                |                           |
| 11 | Пеи-де-ла-Луар                   | 52        | FR-PDL         | Нант         | 3 907 426        | 32 082        | 121.79               |                           |
| 12 | Прованс — Альпы — Лазурный Берег | 93        | FR-PAC         | Марсель      | 5 160 091        | 31 400        | 164.33               |                           |
| 13 | Центр — Долина Луары             | 24        | FR-CVL         | Орлеан       | 2 572 878        | 39 151        | 65.72                |                           |
|    | Всего (Метрополия Франции)       |           |                |              | 65 627 454       | 543 941       | 120.65               |                           |
| 14 | Гваделупа Заморский регион       | 01        | FR-GP          | Бас-Тер      | 375 845          | 1628          | 230.86               |                           |
| 15 | Гвиана Заморский регион          | 03        | FR-GF          | Кайенна      | 301 099          | 83 534        | 3.6                  | Location of French Guiana |
| 16 | Майотта Заморский регион         | 06        | FR-YT          | Дзаудзи      | 310 022          | 374           | 828.94               |                           |
| 17 | Мартиника Заморский регион       | 02        | FR-MQ          | Фор-де-Франс | 347 686          | 1128          | 308.23               |                           |
| 18 | Реюньон Заморский регион         | 04        | FR-RE          | Сен-Дени     | 873 102          | 2504          | 348.68               |                           |
|    | Всего (Заморские регионы)        |           |                |              | 2 207 754        | 89 168        | 24.76                |                           |
|    | Всего                            |           |                |              | 68 042 591       | 633 109       | 107.47               |                           |